# 갈래잎과
갈래잎과(Schizymeniaceae)는 진정홍조강 네마스토마목에 속하는 홍조식물과의 하나이다. 5속 32종으로 이루어져 있다. 갈래잎(Schizymenia dubyi) 등을 포함하고 있다.

## 하위 속
- Haematocelis
- Platoma
- 갈래잎속 (Schizymenia)
- Titanophora
- Wetherbeella